# 左光先 (桐城)
左光先（1580年—1659年），字述之，号三山，南直隸安庆府桐城縣人，明朝政治人物，同進士出身。左光斗七弟。
生而沉静，居家以孝友稱。天啟四年（1624年）應天府鄉試舉人，任綏安縣知縣，以卓異入西臺，任監察御史，復条陈善後五款，勒石贻远，甘露雲谷間，尸祝不衰。巡按两浙，浒墅关墨吏朱术，宗室也，光先首击之；金華逆賊許都，巨寇也，光先迅掃之；南渡時馬士英，權奸也，光先特糾之；郑三俊、劉宗周、倪元璐、許譽卿、方孔炤、姚孫棐輩皆當時俊傑也，光先力薦之。直聲正氣，與兄光斗并稱難兄難弟。晚節渔樵爲偶，松菊自娱，未嘗只字入公府。惟訓子孫以德、言、功三立爲不朽盛事，其古所稱鄉先生没而可祭于社，桐人舉鄉賢祠。